# Maria Gażycz
Maria Gażycz, née Maria Chrzanowska armoiries Nowina le 20 mars 1860 dans la propriété de Vichera et morte le 13 septembre 1935 à Grodno, est une peintre et religieuse catholique polonaise connue sous le nom de Pawła de Nazareth.

## Biographie
À l'âge de 18 ans, Maria Chrzanowska épouse Antoni Gażycz dont elle a un fils. Le garçon meurt très jeune.

### Artiste peintre
Peu de temps après son mariage, Maria Gażycz commence sa formation artistique. Elève de Wojciech Gerson, elle part continuer ses études à Munich puis à Paris. A l'Académie Julian, ses professeurs sont William Bouguereau, Tony Robert-Fleury et Jules Lefebvre. A Paris, Gażycz se lie d'amitié avec la peintre Anna Bilińska. En décembre 1885, elle quitte l'académie parisienne avec mention.
Maria Gażycz expose pour la première fois en 1878. Elle se spécialise alors dans les portraits et les scènes de genre.
Lorsqu'elle devient veuve en 1900, sa sœur cadette, Janina Kosińska, l'invite chez elle à Cracovie. Élevée dans la religion orthodoxe, Gażycz se convertit alors au catholicisme, puis entre au couvent des sœurs de la Sainte Famille de Nazareth à Rome en 1906 où elle prend le nom de Sœur Pawła de Nazareth. Sa sœur Janina, après avoir perdu son mari à son tour, l'y rejoint en 1909.

### Religieuse
Le 2 février 1908, Sœur Pawła prononce ses premiers vœux, et le 16 juin 1912, elle prononce ses vœux perpétuels. En septembre 1908, elle est approuvée par les autorités tsaristes pour le poste de supérieure du couvent l'ordre de Sainte-Brigitte à Grodno.
En 1891, seulement cinq sœurs de cette congrégation vivent encore dans ce couvent et seulement deux religieuses et deux aspirantes obtiennent ensuite la permission des autorités russes pour intégrer la communauté. En effet, en représailles au soutien de l'insurrection polonaise de 1863 par de nombreux religieux prêtres, frères et séminaristes catholiques, les autorités russes ont décidé de liquider les monastères, ce qui a entamé leur déclin. Alors, afin d'empêcher la saisie du monastère de Grodno, l'archevêque de Vilnius, Edward Ropp, demande au gouvernement tsariste la permission d'accepter des candidates pour la prise en charge des femmes âgées et des bâtiments qui tombent en ruines.
C'est ainsi que la mère Pawła devient la mère supérieure de la communauté des sœurs de Nazareth à Grodno. Les sœurs de Nazareth entreprennent la restauration à la fois matérielle et spirituelle du lieu. La mère Pawła consacre sa fortune personnelle pour rénover le vieux couvent et son église baroque alors que les sœurs de Nazareth prennent soin des vieilles religieuses de Sainte-Brigitte.
La première communauté de Nazareth est donc établie sous le nom de moniales de Sainte-Brigitte afin de brouiller la vigilance des pouvoirs tsaristes. Pour eux, les sœurs de Nazareth qui reprennent le monastère sont des religieuses de Sainte-Brigitte. Jusqu'en 1920, de peur de la dissolution, les nouvelles sœurs sont inscrites dans les registres de l'église en tant que sœurs de Sainte-Brigitte.
Les sœurs se chargent également de l'enseignement du catéchisme et de la langue polonaise aux enfants. Des cours de littérature polonaise, de géographie et d'histoire polonaise ainsi que des spectacles patriotiques sont organisés dans la clandestinité au couvent. Les autorités russes, soupçonnant les sœurs d'activités illégales procèdent souvent à des fouilles et des inspections inopinées.
Pendant la Première Guerre mondiale, le monastère est un pilier de la culture polonaise. En 1915, Grodno passe de l'occupation russe à l'occupation allemande. La mère Pawła profite de cette situation et obtient l'accord du nouvel occupant, qui cherche à se rallier la population polonaise, pour ouvrir un gymnase polonais.
Après le recouvrement de l'indépendance par la Pologne dont Grodno fait alors partie, la maison des sœurs de Nazareth devient le centre de la vie religieuse, patriotique et sociale polonaise. Elle influence non seulement Grodno et ses environs, mais aussi sa communauté religieuse en dehors de la Pologne. Dans les années 1920-1939, 83 sœurs quittent le noviciat de Grodno pour rejoindre les apostolats aux États-Unis. Ce qui explique probablement comment les peintures de Sœur Pawła se retrouvent en Amérique.
Sœur Pawła est décédée en 1935 à Grodno, laissant une vingtaine de peintures dans divers centres des sœurs de Nazareth.

## Œuvres

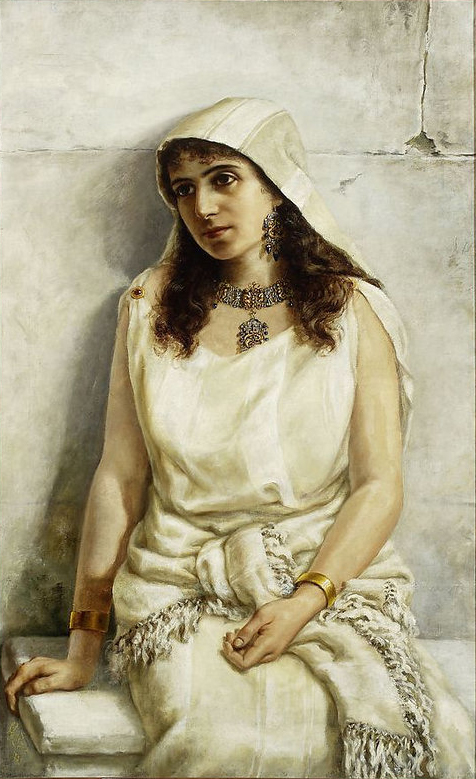
Portrait d'une beauté orientale (1885)
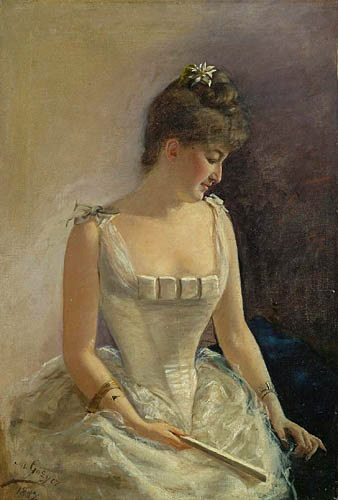
Dame habillée pour le bal (1897)
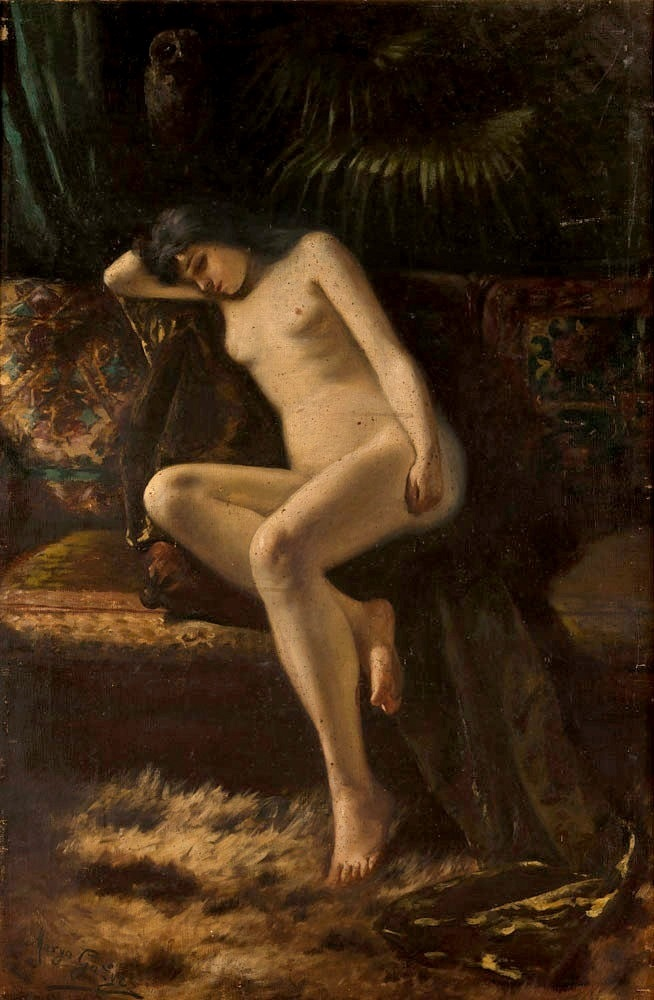
Nu féminin (1900)
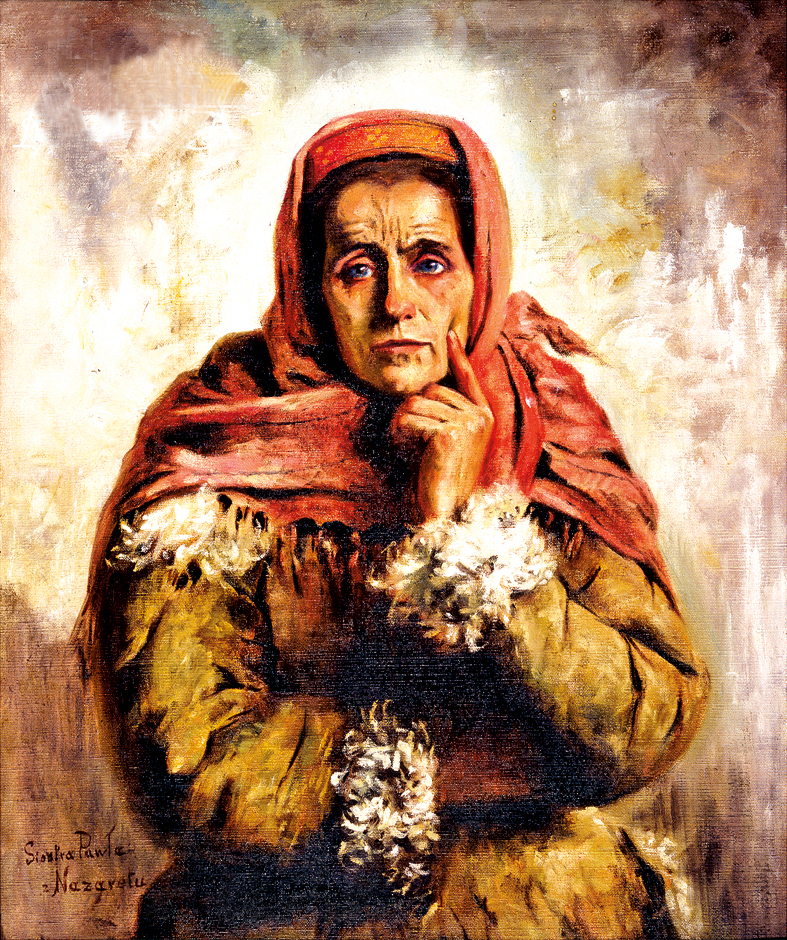
Paysanne (vers 1906)
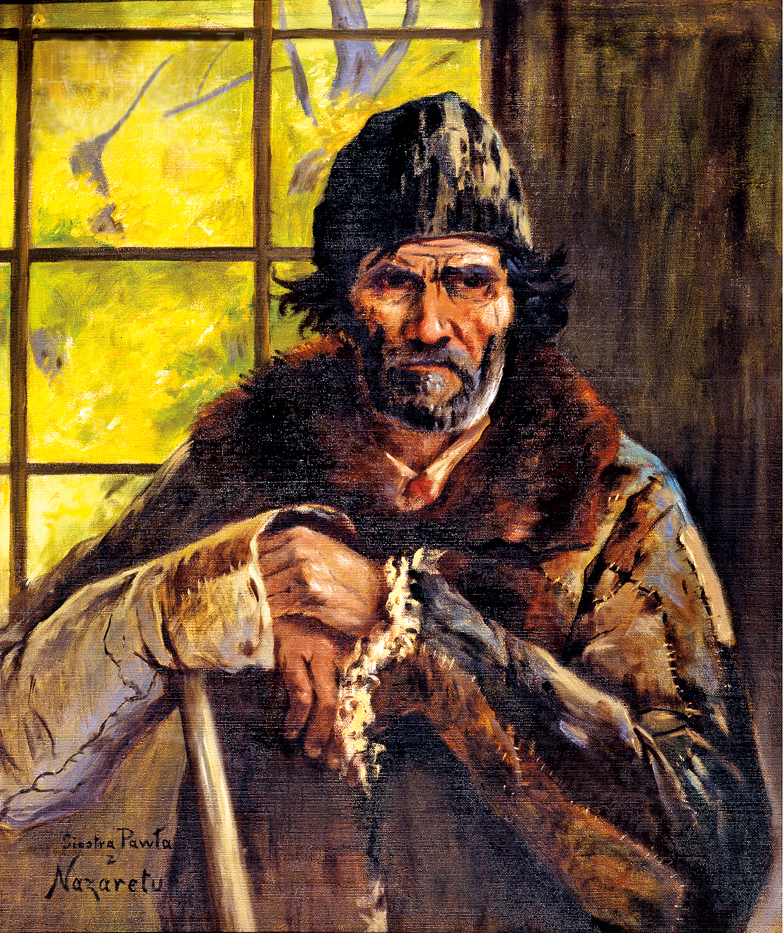
Paysan (avant 1919)
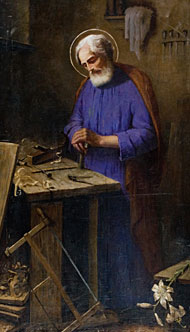
Saint Joseph (date inconnue)
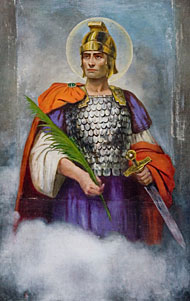
Saint Clément (date inconnue)
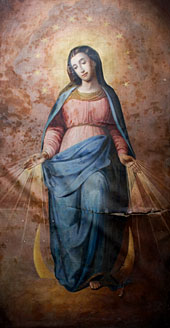
Notre-Dame de l'Immaculée Conception (date inconnue)